# Predappio
Predappio (nom oficial), Predàpi o la Prè (en romanyol) és un municipi italià de 6.440 habitants pertanyent a la província de Forlì-Cesena, a uns 15 km al sud de la capital de província, Forlì. El 18 de juliol de 2006, per un decret del president de la República italiana, se li atorgà el títol de ciutat.
En aquest municipi, concretament en el barri de Dovia di Predappio, nasqué el dictador italià Benito Mussolini. També hi és enterrat.

## Història
Des dels seus orígens (possiblement romans) fins a la dècada del 1920, Predappio era una ciutat rural de grandària modesta, situada en els pujols dels Apenins forlivesos. August va dividir Itàlia en onze províncies i Predappio estava dins de la sisena província. Es creu que el nom de la ciutat es deriva de la instal·lació en aquells llocs d'una antiga família romana Appi. La ciutat va ser nomenada Praesidium Domini Appi, abreujat com Pre.DiAppi.
Històricament, la ciutat es va desenvolupar al voltant del castell medieval, mirant cap a la vall.
Benito Mussolini va néixer a Predappio el 1883. Després d'un lliscament de terra que va colpejar la ciutat en l'hivern de 1923/24 i va deixar a moltes persones sense llar, el govern va decidir construir un municipi més gran i prestigiós per a celebrar el lloc de naixement de Mussolini, seguint els dictats arquitectònics del règim feixista emergent. A 5 km de Predappio es trobava la localitat coneguda com a Dovia (probablement aquest nom deriva del topònim romà, Duo Via) que cap a la segona meitat del segle xix estava formada per poques cases disperses, l'unic centre agregat de la població era una escola i l'hostal, aquest darrer encara existeix. Mussolini que va néixer en aquest barri projectà, en la dècada de 1920, la construcció d'un nou centre habitat, seguint l'urbanisme del règim feixista, sota el nom de Predappio Nuova que passà a ser la capital del municipi, el nom del nucli antic situat sobre un pujol, passà a anomenar-se Predappio Alta.
La nova església parroquial, inaugurada el 28 d'octubre de 1934, va ser dedicada a Sant Antoni per voluntat expressa del Duce. Es va habilitar com a residència estiuenca del dictador i la seva família el castell de la Rocca, on també es rebien les visites oficials, utilitzant-se al setembre de 1943 com a seu del primer Consell de Ministres de la República Social Italiana. Juntament amb la ciutat pròxima de Forlì, Predappio va rebre el títol de la Città del Duce ("la ciutat del Líder").
Des de 1926 Predappio es va convertir en destí de peregrinacions col·lectives per a rendir culte a Mussolini que, a partir de 1933, van adquirir caràcter massiu (el 1938 s'aconseguirien pics de fins a deu mil assistents en determinades festivitats) gràcies al suport del Partit Nacional Feixista; aquest any també van visitar la localitat el rei Víctor Manuel III i el príncep hereu Humbert. Posteriorment ha continuat sent un lloc de peregrinació per a neofeixistes fins a l'actualitat, fet que atreu les crítiques i protestes dels antifeixistes.
A l'abril de 2009, l'ajuntament va prohibir la venda de records feixistes. El 2014, l'alcalde de la ciutat, Giorgio Frassineti, va anunciar plans per a construir a la ciutat "un museu dedicat a la història del feixisme". L'alcalde, que llavors es presentava a la reelecció com a membre del Partit Demòcrata, de centre esquerra, va declarar que l'objectiu de la decisió del consell era fer que la gent recordés una "peça fonamental de la història [italiana" i que, d'aquesta manera, "Predappio es convertiria en un lloc per a la reflexió". La proposta no va tirar endavant per por que es convertís encara més en un lloc d'apologia del feixisme. D'altra banda, la venda de records feixistes novament es va permetre a la ciutat.

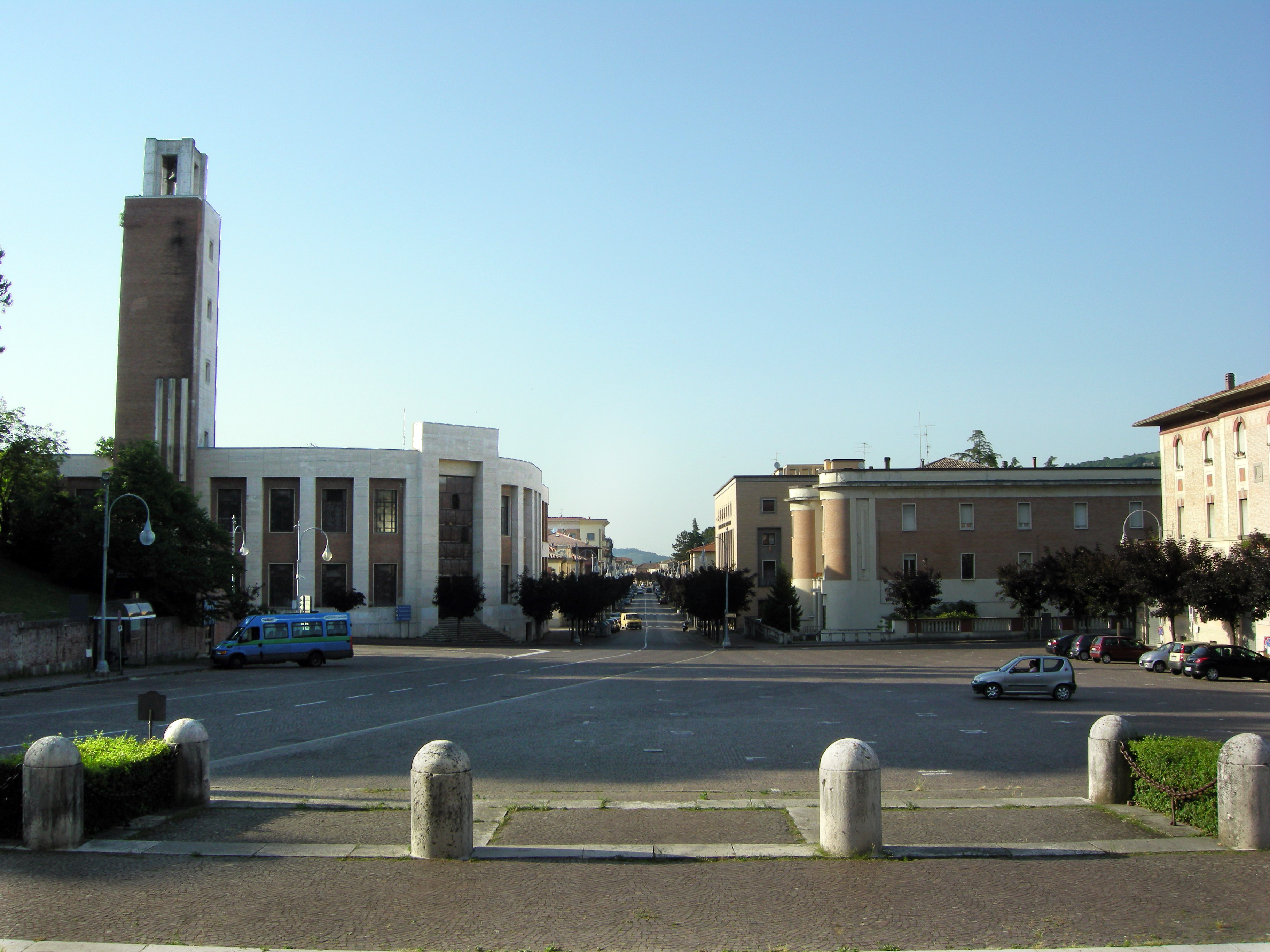
Predappio, via principal
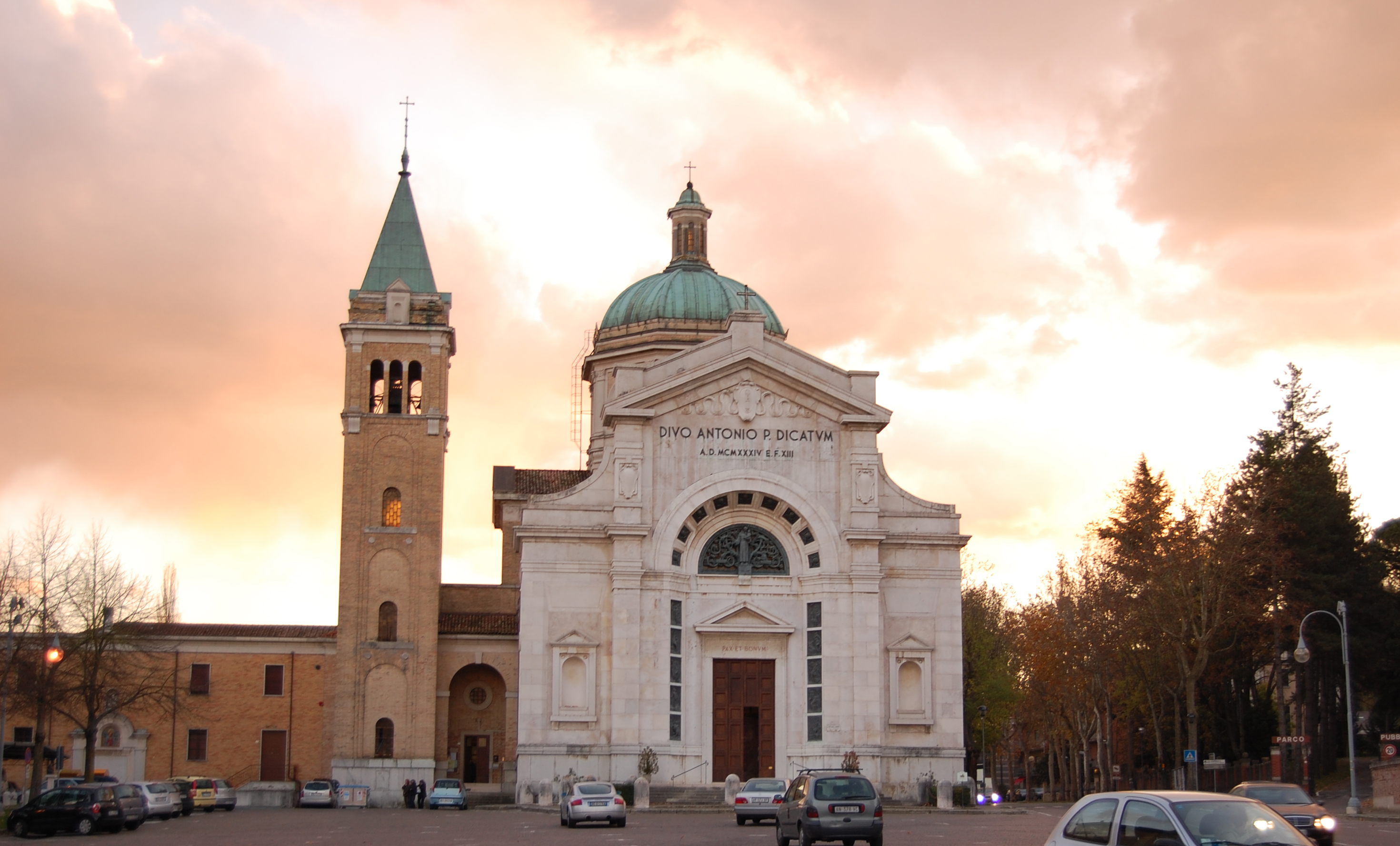
Església de San Antoni
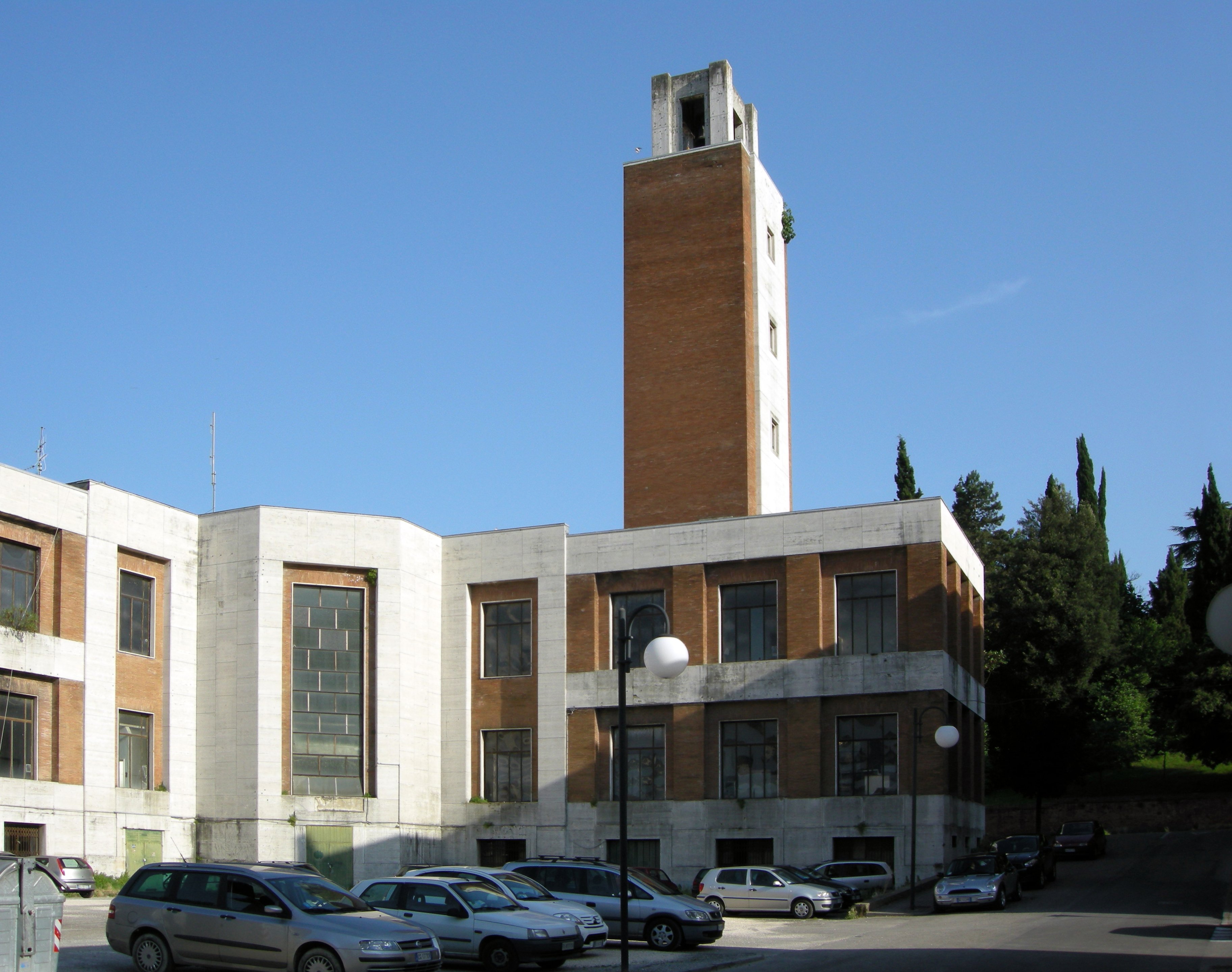
Casa del Fascio
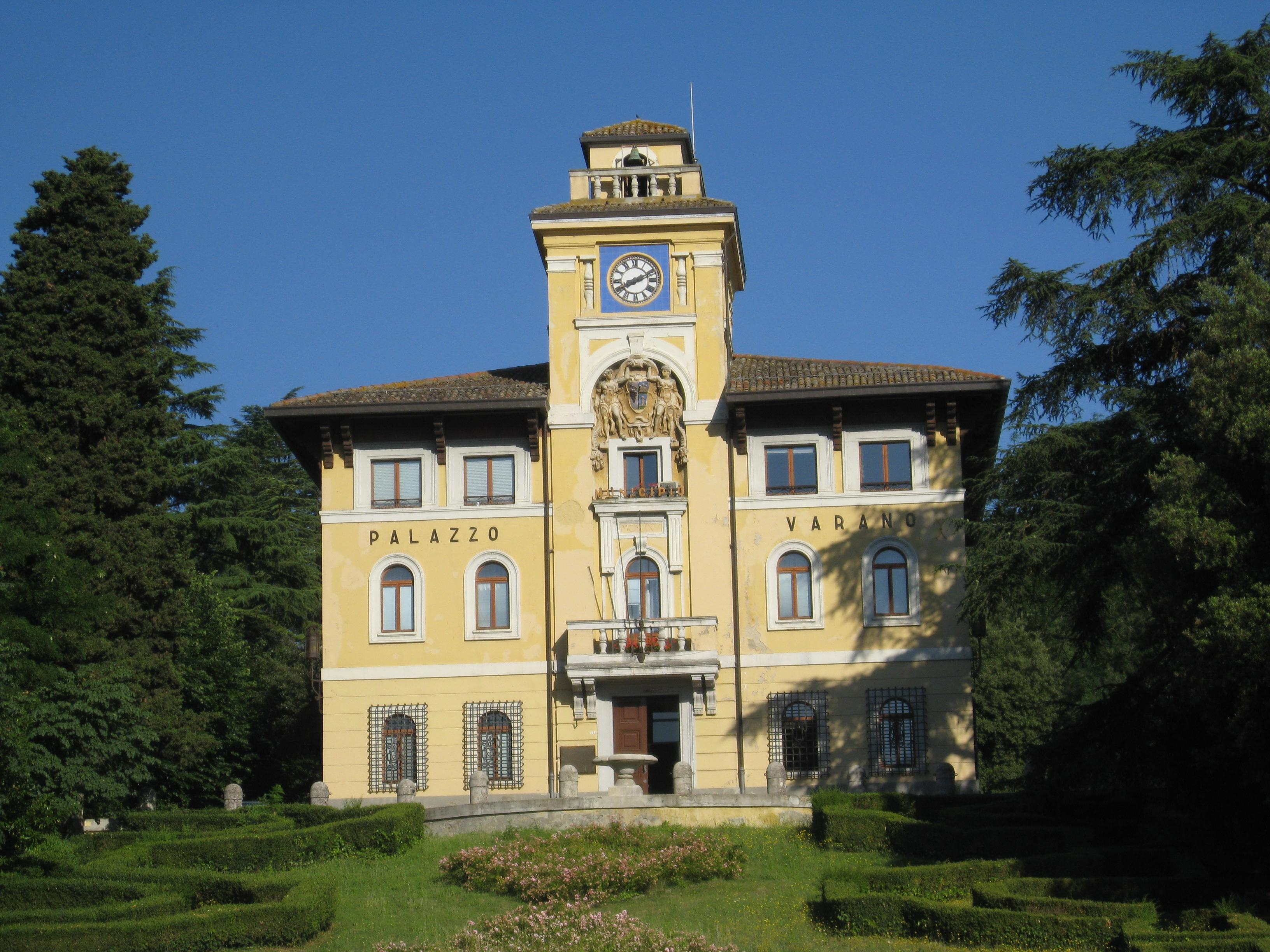
Palazzo Varano
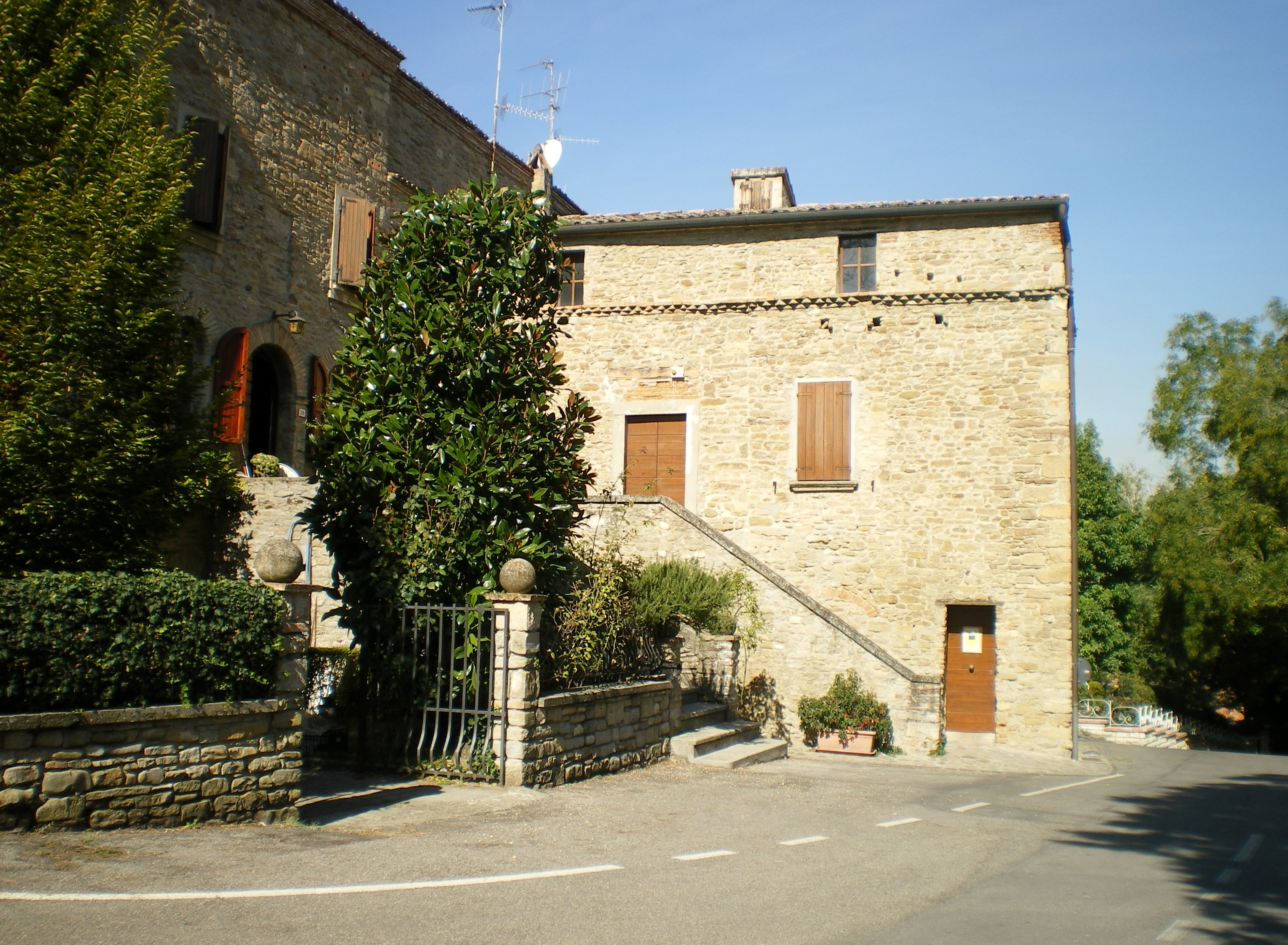
Casa a Predappio
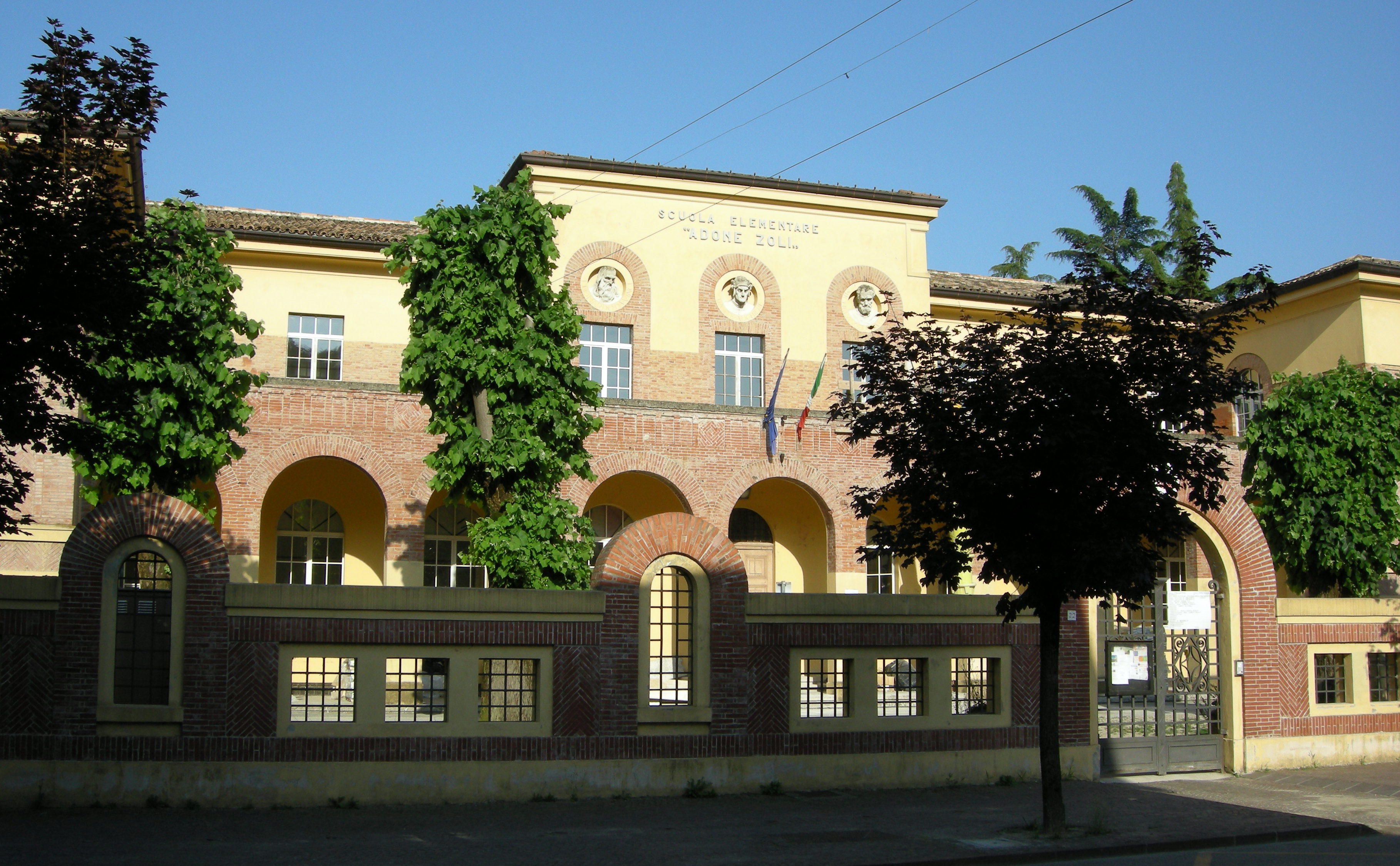
Escola de Predappio
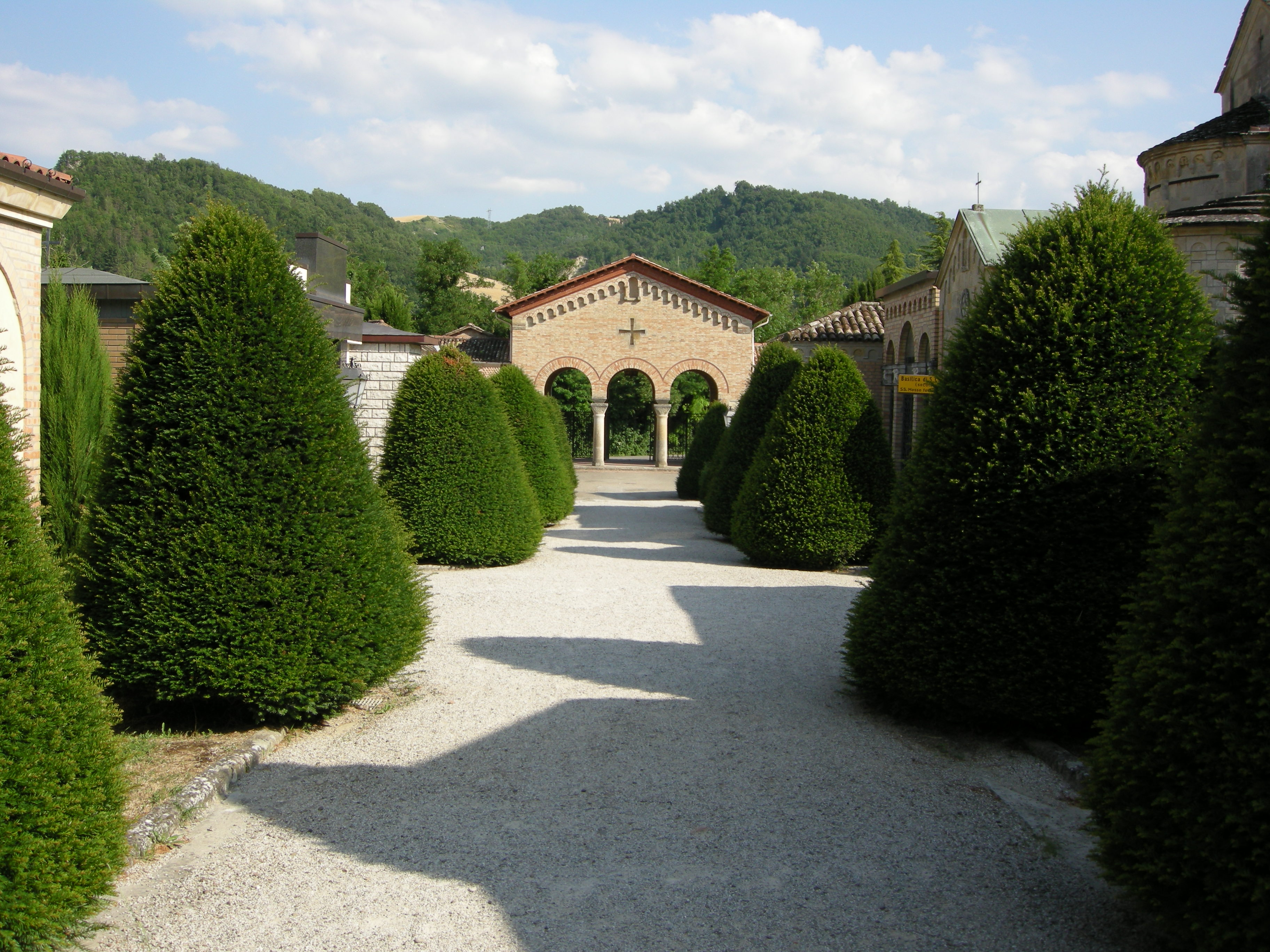
Cementiri de San Cassiano
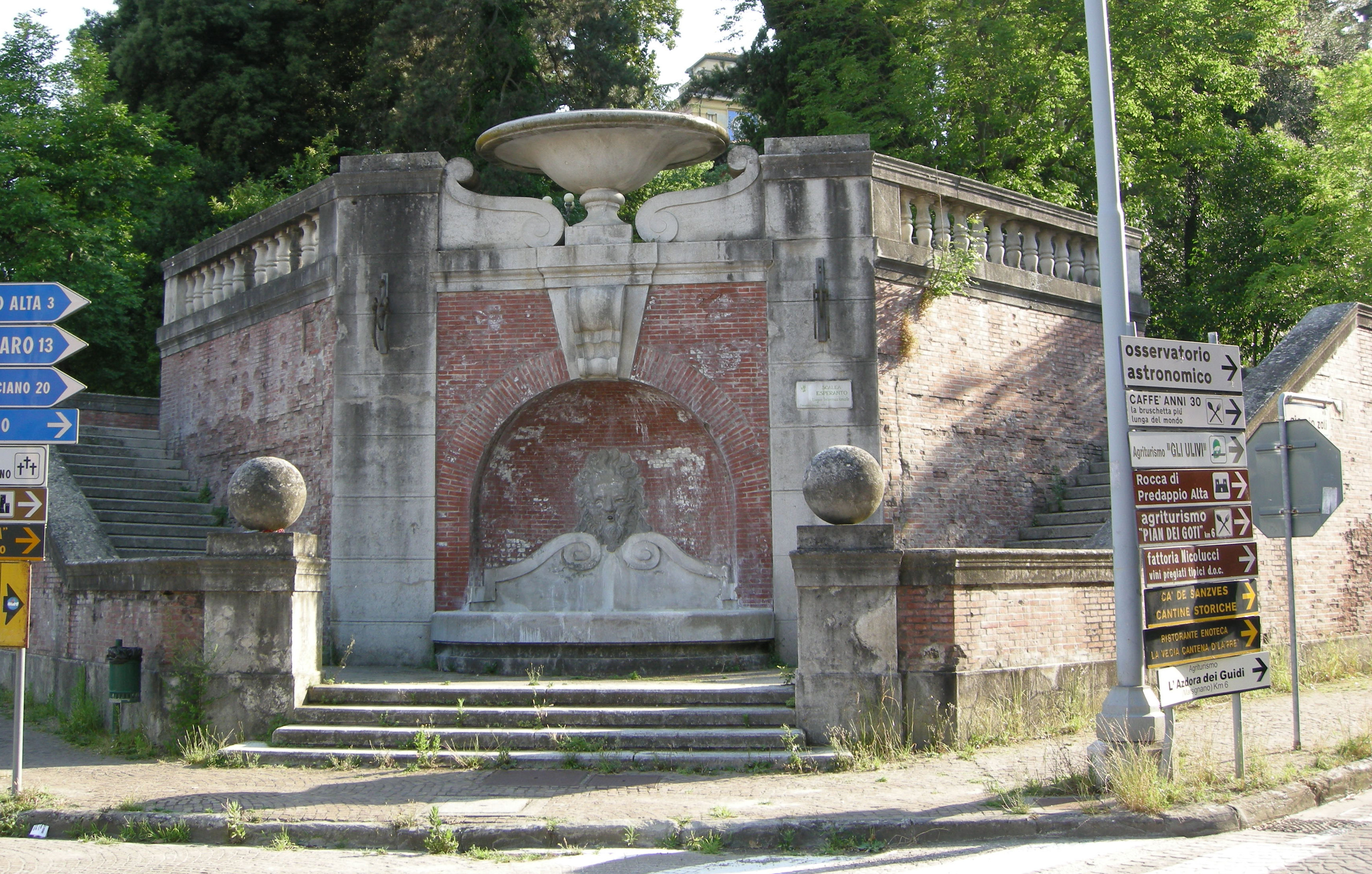
Font al costat del Palazzo Varano

## Agermanaments
- Breuna, Hessen, Alemanya.
- Kenderes, Hongria.

## Predappians destacats
- Benito Mussolini (1883-1945)
- Edvige Mussolini (1888-1952)
- Adone Zoli (1887-1960), Primer Ministre d'Itàlia
- Benito Partisani (1906-1969), artista
- Pino Romualdi (1913-1988), polític i periodista
- Ivano Nicolucci (1930-2002), músic
- Andrea Emiliani (1931), historiador de l'art
- Vittorio Emiliani (1935), polític i periodista
- Gilberto Cappelli (1952), compositor i pintor
- Marino Amadori (1957), ciclista
- Giorgio Canali (1958), músic i cantant